# 阿道夫·尼埃尔

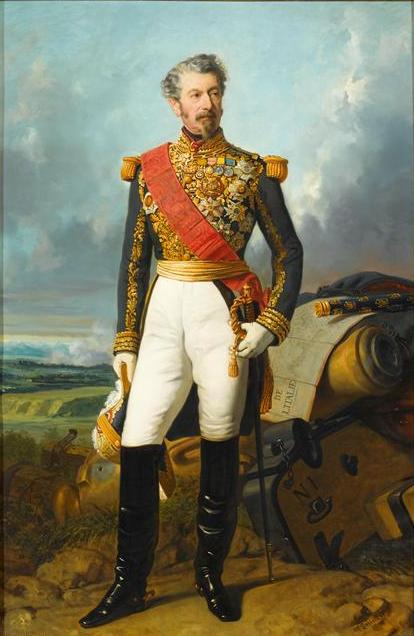
阿道夫·尼埃尔

阿道夫·尼埃尔（法語：Adolphe Niel，1802年10月4日—1869年8月13日） 法国陆军将领和政治人物。法国元帅。
他出生在法国上加龙省米雷，在1821年进入巴黎综合理工学院。1827年进入梅斯工程师学校，成为工程师兵团中尉，1833年晋升上尉。參加征服阿尔及利亚殖民戰爭，1837年在攻占君士坦丁的战斗中以功勋获得营长（chef de bataillon）。在1840年和1846年被提升为陆军中校和上校。1849年参加罗马的围攻，之后他被晋升为准将，在总部任工程师主管。
1852年尼埃尔当选国务委员会成员，1853年被提拔为少将（general of the division）。克里米亚战争中，参加波罗的海远征军，主管攻击博玛尔森德(Bomarsund)要塞的工程。马拉科夫战役中获得大十字荣誉军团骑士勋章，1855年到1859年任法国参议院议员，
与奥地利战争中，尼埃尔指挥第四军团在马真塔之戰和索爾費裏諾之戰中英勇頑強，指揮出色，成为拿破仑三世最信任的军事顾问，在索尔费里诺战场上被授予法国元帅。
1867年到1869年尼埃尔担任战争大臣，他起草和开始执行一项影响深远的计划，进行陆军改革。1869年尼尔在巴黎去世，一年后普法战争摧毁了旧帝国军队。

## 荣誉勋章
- 法国荣誉军团勋章
  - Knight (21 October 1838)
  - Officer (17 March 1845)
  - Commander (10 May 1852)
  - Grand Officer (28 August 1854)
  - Grand Cross (22 September 1855)
- Médaille militaire (4 July 1859)
- 巴恩勋章 (UK)
- 克里米亚奖章 (UK)
- 波罗的海奖章 (UK)
- 圣莫里斯和拉扎鲁斯大十字勋章 (撒丁岛)